# Phyllophaga baracoana
Phyllophaga baracoana är en skalbaggsart som beskrevs av Chapin 1932. Phyllophaga baracoana ingår i släktet Phyllophaga och familjen Melolonthidae. Inga underarter finns listade i Catalogue of Life.